# Frédéric Hainard

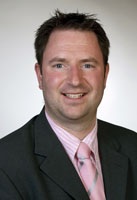
Frédéric Hainard 2009

Frédéric Hainard (* 23. November 1975, heimatberechtigt in Les Bayards) ist ein Schweizer Politiker (Nouveau Parti Libéral, früher FDP).

## Biografie
Hainard schloss das Gymnase scientifique in La Chaux-de-Fonds ab und erlangte das Lizentiat der Rechtswissenschaften an der Universität Neuenburg sowie das Anwaltspatent.
Vor seinem Amtsantritt 2009 als Staatsrat des Kantons Neuenburg übte er diverse kommunale politische Ämter aus. Am 23. August 2010 gab er wegen angeblicher Vetternwirtschaft und Amtsmissbrauch seinen Rücktritt aus der Regierung auf Ende Oktober bekannt. Das Parlament hat am 25. Januar 2011 die Immunität Hainards aufgehoben. Es liefen mehrere Strafuntersuchungen gegen ihn. Eine parlamentarische Untersuchungskommission kam in ihrem Abschlussbericht zum Ergebnis, dass Hainard sein Amt missbraucht und ein korruptes Verhalten an den Tag gelegt hatte.
Seit dem 13. Mai 2012 ist Hainard wieder Mitglied des Stadtparlaments von La Chaux-de-Fonds, gewählt wurde er auf der Liste des von ihm selbst zu diesem Anlass gegründeten Nouveau parti libéral (Neue Liberale Partei). Erfolglos blieb dagegen seine Kandidatur für den Grossen Rat bei den kantonalen Wahlen im April 2013, mit der er auf die kantonale Politbühne zurückkehren wollte.
Er ist verheiratet, hat zwei Kinder und wohnt in La Chaux-de-Fonds.